# Ulrike Freitag
Ulrike Freitag (* 1962 in  Stuttgart-Bad Cannstatt) ist eine deutsche Neuzeithistorikerin und Islamwissenschaftlerin an der Freien Universität Berlin. Sie ist seit 2002 Direktorin des Leibniz-Zentrum Moderner Orient. 

## Wissenschaftliche Laufbahn
Ulrike Freitag besuchte das Theodor-Heuss Gymnasium in Göttingen und legte dort 1980 das Abitur ab. Im folgenden Jahr begann sie mit dem Studium der Geschichte, der Islamwissenschaft und neueren deutschen Literaturwissenschaft an der Albert-Ludwigs-Universität Freiburg. Von 1982 bis 1984 war sie für dieselben Fächer an der Rheinischen Friedrich-Wilhelms-Universität in Bonn eingeschrieben. Von 1984 bis 1985 folgte ein Aufenthalt in Syrien, wo sie am Arabic Teaching Institute for Foreigners und an der Universität Damaskus Arabisch und Geschichte studierte. Danach kehrte Freitag an die Freiburger Universität zurück und erlangte 1987 mit einer Arbeit über das französische Mandat in Syrien den Grad des Magister Artium.

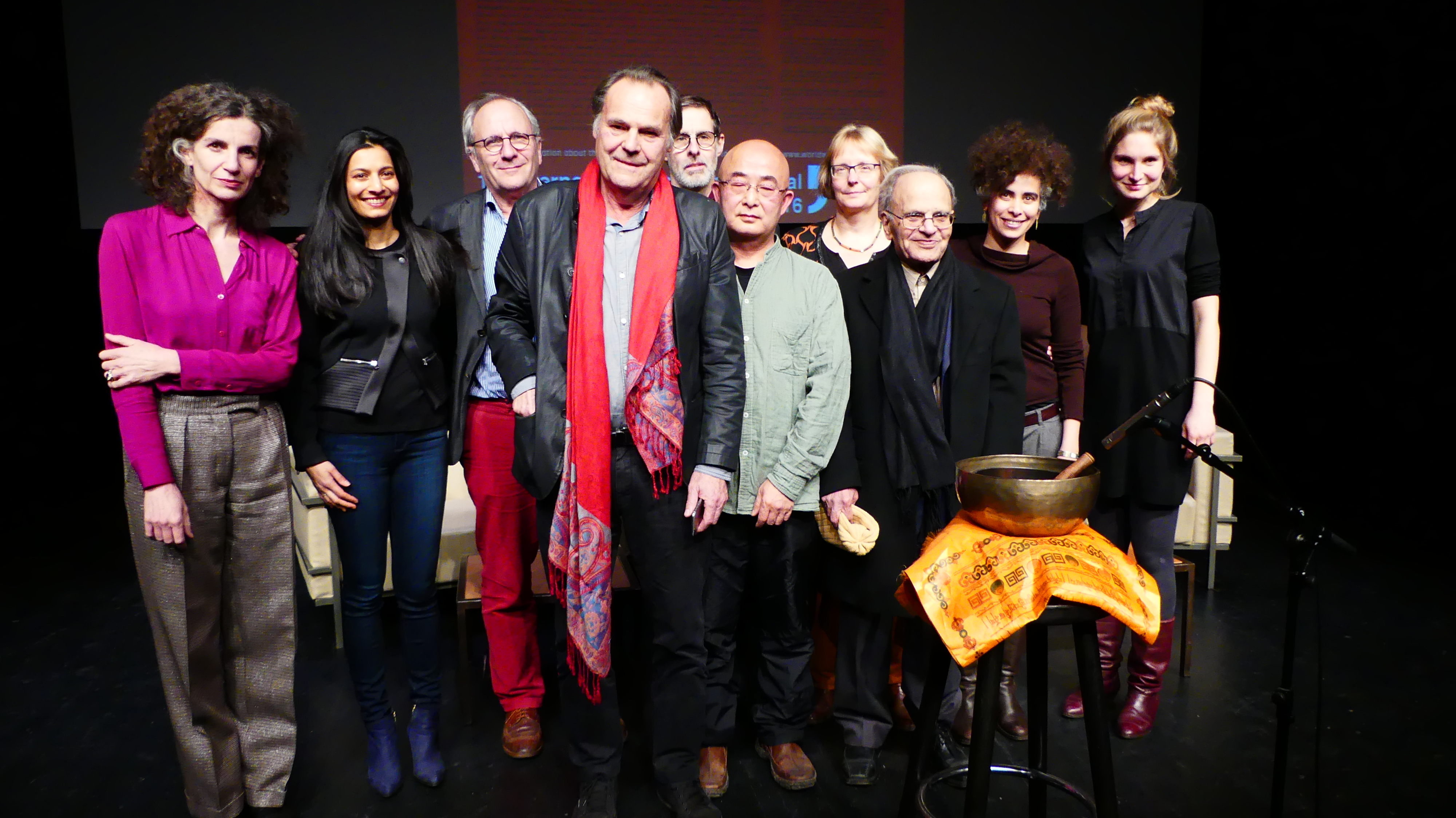
Ulrike Freitag (vierte von rechts) in der Lesung für Ashraf Fayadh am 14. Januar 2016 im Hebbel am Ufer in Berlin

Freitag wurde 1991 in Freiburg über Syrische Geschichtsschreibung 1920–1990: Zwischen Wissenschaft und Politik promoviert. Im gleichen Jahr arbeitete sie als wissenschaftliche Angestellte für außereuropäische Geschichte an der Fernuniversität Hagen bei Jürgen Osterhammel. Von 1993 bis 2002 war sie als Dozentin für die moderne Geschichte des Nahen und Mittleren Ostens an der School of Oriental and African Studies der University of London tätig. Sie hielt sich während der Phase ihrer wissenschaftlichen Qualifikation nochmals längere Zeit zu Forschungszwecken im Ausland auf. Ihre Habilitation wurde durch Stipendien des Historischen Kollegs München sowie der Deutschen Forschungsgemeinschaft unterstützt und erfolgte 2002 im Fach Islamwissenschaft an der Universität Bonn (Thema: Indian Ocean Migrants and State Formation in Hadhramaut).
Im Oktober 2002 wurde Ulrike Freitag zur Direktorin des Zentrums Moderner Orient in Berlin ernannt, in Verbindung mit einer Professur für Islamwissenschaft an der Freien Universität Berlin. Freitag arbeitet konzeptionell im Bereich der Globalgeschichte mit der Perspektive der Translokalität, wozu sie 2010 mit Achim von Oppen den Band Translocality: The Study of Globalising Processes from a Southern Perspective publizierte. Regional interessiert sie besonders die Rolle der Arabischen Halbinsel in den Kontexten des Indischen Ozeans und Roten Meers. Des Weiteren beschäftigt sie sich mit sozialen Dynamiken in städtischen Räumen in der arabischen Welt. Empirisch hat sich Freitag in den letzten Jahren v. a. mit der Stadtgeschichte von Jidda in spät- und postosmanischer Zeit auseinandergesetzt.

## In der Öffentlichkeit
Als Expertin für Saudi-Arabien wird Ulrike Freitag zur Kontextualisierung von politischen Ereignissen in der Region zu Rate gezogen, so zur Frage der saudischen Positionierung in der Ukraine-Frage. Am 4. Juni 2019 veröffentlichte Zeit Online einen Appell, in dem 16 Nahost-Experten (darunter Freitag) den am 17. Mai 2019 vom Bundestag angenommenen Antrag "Der BDS-Bewegung entschlossen entgegentreten – Antisemitismus bekämpfen" kritisieren. Die Autoren des Appells unterstreichen dabei, dass sie BDS weder rechtfertigen noch unterstützen wollen, sondern sich eine "Politik der Besonnenheit und Differenzierung" wünschen, welche die politische Heterogenität der BDS-Kampagne anerkennt und deren Meinungsfreiheit akzeptiert. Dabei verweisen sie u. a. auf Aussagen der Hohen Vertreterin der EU für Außenbeziehungen, Federica Mogherini, und der UN-Berichterstatter für die Menschenrechtspakte, die BDS ebenfalls durch die Meinungsfreiheit geschützt sehen. Sie unterzeichnete den Aufruf von Berliner Dozenten gegen ein Vorgehen der Universitäten gegen Palästina-Demonstrationen.

## Mitgliedschaften und weitere Funktionen (Auswahl)
- seit 2002 Direktorin des Zentrums Moderner Orient (ZMO), Berlin
- Deutsch Arbeitsgemeinschaft Vorderer Orient (DAVO)
- Middle East Studies Association (MESA)
- 2015–2018: Mitglied im Wissenschaftlichen Beirat des Wissenschaftskollegs zu Berlin.
- seit 2012: Beiratsmitglied, Centre Marc Bloch, Berlin.
- 2010–2015: Mitglied im Vorstand der Deutsch-Arabischen Freundschaftsgesellschaft
- 2007–2009: Mitglied im wissenschaftlichen Beirat der Studie zur Internationalen Positionierung der Geisteswissenschaften
- seit 2005 Co-Herausgeberin des Journal of Global History, London
- seit 2005 im Advisory Board des Orient Instituts der Deutschen Morgenländischen Gesellschaft, Beirut
- seit 2003 Co-Herausgeberin der Zeitschrift Geschichte und Gesellschaft

## Veröffentlichungen (Auswahl)
- Geschichtsschreibung in Syrien 1920–1990. Zwischen Wissenschaft und Ideologie. Deutsches Orient-Institut, Hamburg 1991, ISBN 3-89173-023-3 (Zugleich: Freiburg (Breisgau), Universität, Dissertation, 1991).
- Indian Ocean Migrants and State Formation in Hadhramaut. Reforming the Homeland (= Social, Economic and Political Studies of the Middle East and Asia. Bd. 87). Brill, Leiden u. a. 2003, ISBN 90-04-12850-6.
- Herausforderungen an die Geschichtswissenschaft im Zeitalter der Globalisierung. In: Lothar Gall (Hrsg.): 25 Jahre Historisches Kolleg. Rückblick – Bilanz – Perspektiven. Oldenbourg, München 2006, ISBN 3-486-58005-1, S. 271–275.
- Arabische Visionen von Modernität im 19. und frühen 20. Jahrhundert: Die Aneignung von Universalien oder die Übernahme fremder Konzepte? In: Jörg Baberowski, Hartmut Kaelble, Jürgen Schriewer (Hrsg.): Selbstbilder und Fremdbilder. Repräsentation sozialer Ordnungen im Wandel. (= Eigene und fremde Welten. Bd. 1). Campus-Verlag, Frankfurt am Main u. a. 2008, ISBN 978-3-593-38016-2, S. 89–117.
- Islamwissenschaft aus der Sicht eines außer-universitären Forschungsinstituts: Orient als Islam? In: Abbas Poya, Maurus Reinkowski (Hrsg.): Das Unbehagen in der Islamwissenschaft. Ein klassisches Fach im Scheinwerferlicht der Politik und der Medien. transcript, Bielefeld 2008, ISBN 978-3-89942-715-8, S. 71–81.
- From Golden Youth in Arabia to Business Leaders in Singapore: Instructions of a Hadhrami Patriarch. In: Eric Tagliacozzo (Hrsg.): Southeast Asia and the Middle East. Islam, Movement, and the Longue Durée. Stanford University Press, Stanford CA u. a. 2009, ISBN 978-0-8047-6133-8, S. 235–249.
- mit Malte Fuhrmann, Nora Lafi und Florian Riedler (Hrsg.): The City in the Ottoman Empire. Migration and the Making of Urban Modernity (= SOAS Routledge Studies on the Middle East. Bd. 14). Routledge, London u. a. 2011, ISBN 978-0-415-58363-3.
- Translokalität als ein Zugang zur Geschichte globaler Verflechtungen. In: H-Soz-Kult. 10. Juni 2005. hsozkult.de
- mit Nora Lafi (Hrsg.): Urban Governance Under the Ottomans. Between Cosmopolitanism and Conflict. (= SOAS/Routledge Studies on the Middle East. Band 21). Routledge, Abingdon 2014, ISBN 978-0-415-72547-7.
- mit André Chappatte und Nora Lafi (Hrsg.): Understanding the City through its Margins. Routledge, Abingdon 2018, ISBN 978-1-138-04589-7.
- Neuere Tendenzen der Restaurierung "authentischer arabischer Architektur" am Beispiel Saudi Arabiens. In: Christoph Bernhardt, Martin Sabrow, Achim Saupe (Hrsg.): Gebaute Geschichte. Historische Authentizität im Stadtraum. Wallstein Verlag, Göttingen 2017, ISBN 978-3-8353-3013-9, S. 182–205.
- State-Society Relations through the Lens of Urban Development. In: Ebru Boyar, Kate Fleet (Hrsg.): Middle Eastern and North African Societies in the Interwar Period. Brill, Leiden/ Boston 2018, ISBN 978-90-04-36714-2, S. 27–53.
- Die Erforschung muslimisch geprägter Lebens- und Erfahrungswelten. In: Steffen Wippel, Andrea Fischer-Tahir (Hrsg.): Jenseits etablierter Meta-Geographien. Der Nahe Osten und Nordafrika in transregionaler Perspektive. Nomos Verlagsgesellschaft, Baden-Baden 2018, ISBN 978-3-8487-4416-9, S. 212–213.
- A History of Jeddah, The Gate to Mecca in the Nineteenth and Twentieth Centuries. Cambridge University Press, 2020, ISBN 978-1-108-77883-1. (cambridge.org)
- mit Jeanine Elif Daǧyeli und Claudia Ghrawi (Hrsg.): Claiming and Making Muslim Worlds, Religion and Society in the Context of the Global. De Gruyter, Berlin 2021, ISBN 978-3-11-072653-4. (degruyter.com)
- mit Randa Aboubakr, Sarah Jurkiewicz und Hicham Ait-Mansour (Hrsg.): Spaces of Participation. Dynamics of Social and Political Change in the Arab World. AUC Press, Cairo 2021, ISBN 978-1-61797-989-7. (aucpress.com)